# よいこっち
『よいこっち』（yoicocchi）は、1997年から1998年10月までフジテレビで放送されていたバラエティ番組である。

## 変遷
土曜日深夜に30分番組として『よいこっち』放送開始。しばらくして『へなちょこパンチ』としてリニューアルした。『へなちょこパンチ』は出演者や設定・内容が他のシリーズと異なっていたが、『よいこっち』は『へなちょこパンチ』の1コーナーとして継続された。
その後、1998年4月18日からは深夜27時15分より『ちっこいよ← chikkoiyo』として放送された。最終回（1998年10月3日放送）は60分スペシャルとして、全コーナーの最終回と総集編が放送された。最終回でビデオ「よいこっちビデオ」が予告されたが、2019年になった今でも発売されていない。

## 概要

### よいこっち・ちっこいよ
お兄さん（マッスル北村）、お姉さん（ナース姿に扮した及川仲）がヨロズ、バターちゃん、宮本というアニメーションのキャラクターを囲み、毒づいたギャグを展開していた。その間に、下記に代表される非常に濃い各コーナーが挿入され、約30分ほどの番組は進行していた。
毎回エンディングでは、バターちゃんがきわどい質問をするや否や及川に金属バットで殴打され質問が中断、そしてマッスル北村による「1,2,3 ◯◯ダァー！」（◯◯には言葉が入る）と締める。
最終回60分スペシャルでは、スタジオを飛び出しお台場フジテレビ社屋が見える場所で撮影された。
ヨロズ、バターちゃん、宮本はコーナーの各コーナーのナレーションも兼ねていた。

### へなちょこパンチ
出演者が山口もえと船長（エド・サーディー）、ダッチワイフ扮する宇宙人、着ぐるみのピカギュウ、ロボットの大西（大西のみキャラクター）となった。
へなちょこ星から地球征服を行うためにやってきた彼女らが、毎回妙な作戦（殆どが毒づいたギャグ）を考えるが、最終的に地球の人間観察をするという設定。

## 主なコーナー

### よいこっち・ちっこいよ
- よいこっち紹介
インディーズで活動する個性的なアーティストが登場。歌手から詩人、芸術家まで登場した。
- よいこのうた
- 風船くん
白い風船に顔が描かれたキャラクター、「風船くん」が街中で奇抜なファッションをまとった女性を見つけると、自ら破裂することで奇抜であることを戒める。
- ドイツ三本先生の不気味グッズ講座
ドイツ三本がおすすめ心霊スポットを背景に、不気味グッズを紹介するコーナー。
- ドイツ三本の恋愛ドイツ流
ドイツ三本がおすすめデートスポット（毎回各地の歩道橋）を紹介するコーナー。
- ドイツ三本の俺は待ってるぜ
ドイツ三本が待ち合わせをしている人を背景に、パーティーグッズを紹介するコーナー。
- ホームズさんの占い
街頭で占いをするホームズ三世が恐ろしい占い結果を伝え、客が怯えていると「よーくなるよ、よーくなるよ、よーくなるよ、はっ！」と驚かせる。
- よいこっち's ROOM→詩人GO!ヒロミ
GO!ヒロミの自宅で撮影。常にGO!ヒロミは全裸にストッキングを被って登場。自宅がひどく散らかっており、ナレーションにネタにされていた。
- カルトアイドル小夜子
中川小夜子が自身のバックバンドを探し歩き、気に入ったバンドに「バックバンドにしてあげる」と申し出るが、毎回先方から断られてしまう。
- 井原秀和円奴S（スーパー）のよいこっちミュージック
毎回70年代～80年代BGMをバックに井原秀和円奴Sとゲスト(オナンスペルマーメイドなど)が、そのBGMの適当な解釈をするコーナー。「ダ～サ～カワイイ～」で毎回コーナーを締めた。
- 井原秀和円奴Sのへなちょこ探検隊
井原秀和円奴Sとゲストが街へ繰り出し不思議な物を探すコーナー。
- 井原秀和円奴Sの山手線各駅美男子図鑑
井原秀和円奴Sとゲストが山手線各駅周辺の美男子を探すコーナー。
- キミオシロミ夫妻
鶏卵の夫婦の日常生活を描いたドラマ。毎回シロミが死亡する（潰される）。

### へなちょこパンチ
- へなちょこ人間。
よいこっち紹介と同一コーナー。
- へなちょこスポット。
ドイツ三本が秘宝館や金山を紹介するコーナー。
- へなちょこグッズ。

寒空はだかによるグッズ紹介コーナー。
- タマゴ警察

鶏卵の刑事達の活躍と殉職を描いたドラマ。毎回誰かが殉職する（潰される）。
- よいこっち

前述のキャラクター達が毒づいたギャグを展開する。へなちょこパンチ内のコーナーとなったため3分に縮小された。

## 出来事
- よいこっち紹介に出演したエスレフノックというバンドがメジャーデビューを果たした。（テレビ朝日『あしたまにあーな』のテーマソングも担当）
- よいこっちのグッズを扱う「よいこっちショップ」が東京の原宿にオープン。また、いくつかの雑貨店にても販売されていた。原宿では定期的にイベントも行われ、円奴とオナンスペルとの撮影会やドイツ三本や寒空はだかのショーも行われた。
- 同時期に『Vジャンプ』上で最低2ページのフルカラーコーナーとして連載されていた。出演者をモデルとしたキャラクターのイラストをウィズの渡辺けんじが手掛けている。

## エンディングテーマ
- HEY!! HEY!! BON BON（演奏：ぬいぐるみバンド ピコピコ、作詞：ビタンキー、作曲・編曲：ボルコ）

## 主な出演者
- マッスル北村
- 及川仲
- ドイツ三本
- ホームズ三世
- 井原秀和円奴S
- オナンスペルマーメイド（ドラァグクイーン）
- ピュ〜ぴる
- GO!ヒロミ（現・GO!ヒロミ44'）
- 中川小夜子
- ぬいぐるみバンド ピコピコ（エンディングテーマ担当。本人らも出演。）

- 山口もえ（へなちょこパンチ）
- エド・サーディー（へなちょこパンチ）
- 寒空はだか（へなちょこパンチ）

## 声・ナレーション
- 遠近孝一
- 田丸楓
- 森田千明（現・森田樹優）

## 主なスタッフ
- 企画 - 清水賢治、石井浩二、川上大輔（よいこっち）
- プロデューサー - 横井昭裕、菊地誠、指田貴行（よいこっち）
- ディレクター - 仲村淳、及川博則（よいこっち）、本橋圭太（へなちょこパンチ）
- 構成・演出 - 菊地誠、本橋圭太（よいこっち演出）
- キャラクターデザイン - 渡辺けんじ
- 編集・MA - ヌーベルバーグ
- 音響効果 - 小澤利之（第一音響）
- 衣装協力 - 東京デザイナー学院
- 制作 - フジテレビ、アズバーズ、WIZ CO.LTD.